# Jezus Chrystus we Flandrii
Jezus Chrystus we Flandrii (oryg. fr. Jésus-Christ en Flandre) – opowiadanie Honoriusza Balzaka z 1830, opublikowane w 1831. Stanowi część Studiów filozoficznych Komedii ludzkiej. Zostało zadedykowane Marcelinie Desbordes-Valmore.

## Treść
Z wyspy Cadzant odpływa prom do Ostendy, na przedzie którego gromadzą się miejscowi bogacze, podczas gdy biedni podróżni tłoczą się w tylnej części. Pojawia się nieznany nikomu człowiek, który musi zająć miejsce między biedakami, którzy zwalniają dla niego miejsce, gdy bogaci nie reagują. Tymczasem zaczyna się burza. Statek tonie, giną bogaci, ale biedacy, którzy wierzyli w cudowne ocalenie, zostają uratowani przez nieznajomego, który okazuje się być Chrystusem.
W drugiej części opowiadania w kaplicy wzniesionej następnie na wyspie, narrator ma widzenie: widzi staruszkę zmieniającą się w piękną młodą kobietę.

## Cechy utworu
Akcja utworu rozgrywa się w nieokreślonym czasie, co ma nadawać mu cechy uniwersalnej przypowieści. Dzieło pełniło wyraźne zadania moralistyczne, podkreślając rolę kościoła katolickiego w życiu społecznym. Jego publikacja mogła być związana z zamieszkami antykościelnymi w 1831, kiedy Balzak uznał za stosowane wyraźne przedstawienie swoich zdecydowanie monarchistycznych i prokościelnych poglądów. Równocześnie dzieło łączy cechy przypowieści z utworem fantastycznym, podobnie jak w późniejszej Seraficie.